# 维美德
维美德（芬蘭語：Valmet Oyj，又譯「瓦梅特」）是一家为纸浆、纸业和能源工业开发和提供技术、自动化系统和服务的芬兰公司。维美德在业界的历史可以追溯至200年前。以前是芬兰国有企业，现在的维美德是在2013年从美卓集团分离出来的纸浆、纸业和能源部门而重新成立的。
维美德的业务分成四大部门：服务部门、制浆和能源部门、造纸部门、自动化部门。维美德的服务涵盖从维护外包到工厂优化和备品备件。公司还能够为制浆，生活用纸，纸和纸板生产线，以及采用生物质能源生产的电厂提供生产技术。自动化解决方案涵盖从单体测量设备到覆盖全厂的交钥匙自动化工程。维美德的业务大约覆盖30个国家，其雇员大约有1万2千人。
集团的总部设在芬兰埃斯波，公司在纳斯达克赫尔辛基股票交易所上市。2017年，维美德的营业额为31.59亿欧元。